# Chaplin som Tapetserer
Chaplin som Tapetserer er en amerikansk stumfilm fra 1915 af Charlie Chaplin.

## Medvirkende
- Charles Chaplin.
- Billy Armstrong.
- Marta Golden.
- Charles Inslee som Izzy A. Wake.
- Edna Purviance.

## Plot
Charlie er assistent for Izzy A. Wake, der er maler og tapetserer. De to mænd er på vej til et arbejde og bærer deres stiger og materialer på en vogn. Chefen kører med i vognen og sidder afslappet foran alle deres redskaber, mens Charlie er spændt fast til vognen som et muldyr. Chefen behandler også Charlie som et muldyr, idet han slår ham med en pind for at få ham til at bevæge sig hurtigere...